# Jeremiah Dąbrowski
Jeremiah Dąbrowski (* 26. September 1995 in Berlin) ist ein französisch-polnischer ehemaliger Fußballspieler.

## Verein
Dąbrowski spielte in seiner Jugend bei der SpVgg Tiergarten 58 und dem LFC Berlin, bevor er in die Jugend des SV Babelsberg 03  wechselte. Im Jahre 2010 fiel er beim LFC Berlin dem polnischen Fußballverband auf. Durch seine Berufung in die U-16-Nationalmannschaft wurden deutsche Vereine auf ihn aufmerksam. Dąbrowski unterschrieb seinen ersten Profivertrag im Sommer 2014 beim serbischen Erstligisten FK Mladost Lučani. In der Winterpause 2015/16 wurde er von den New York Red Bulls II eingeladen und macht dort zwei Monate die Saisonvorbereitung mit. Nach dieser Zeit unterschrieb er bei JS Hercules in Finnland. Die zweite Jahreshälfte 2016 spielte Jeremiah Dabrowski in Litauen für den DFK Dainava Alytus. Es folgte ein weiterer Wechsel zum moldawischen Verein FC Ungheni und die Saison 2017/18 spielte er für Warrenpoint Town in Nordirland. Im Sommer 2018 unterschrieb er einen Vertrag beim US Rümelingen in der luxemburgischen BGL Ligue, verließ den Klub aber bereits im Januar 2019 wieder. Ab dem 20. März spielte er in Finnland bei Vaasan PS, allerdings für dessen zweite Mannschaft in der drittklassigen Kakkonen. Ein Jahr später unterschrieb er beim estnischen Erstligisten JK Tulevik Viljandi und absolvierte dort bis zum Jahresende vier Partien. Seitdem ist er ohne neuen Verein.

## Sonstiges
Jeremiah Dąbrowski kam als Sohn einer französisch-US-amerikanischen Mutter und eines polnischen Vaters in Berlin zur Welt.